# Monkey Man
Pour les articles homonymes, voir Monkey Man (homonymie).
Monkey Man est une chanson de 1969 du groupe ska et reggae Toots and the Maytals, atteignant la 47e place du classement des Single (musique) au Royaume-Uni. 
La chanson parle d'une fille qui choisit un autre homme plutôt que Toots Toots & the Maytals a réenregistré la chanson sur True Love avec le groupe No Doubt.
La chanson est souvent reprise par d'autres groupes, dont le groupe britannique The Specials, Reel Big Fish, la chanteuse britannique Amy Winehouse, le groupe de rock expérimental japonais Melt-Banana, ou bien le groupe argentin Los Pericos.
En 2009, la chanteuse australienne Kylie Minogue et The Wiggles ont enregistré une version de la chanson pour collecter des fonds pour l' UNICEF .